# Melrose (Oregón)
Melrose es un lugar designado por el censo ubicado en el condado de Douglas en el estado estadounidense de Oregón. En el año 2010 tenía una población de 735 habitantes.

## Geografía
Melrose se encuentra ubicado en las coordenadas 43°14′52″N 123°27′32″O / 43.24778, -123.45889.